# 李若虛 (宋朝)
李若虛（？—？），又名益虛，洺州廣平曲周（今河北省曲周縣水德堡村）人，北宋政治人物。李若水的胞兄。

## 生平
宋高宗紹興三年（1133年），守司農寺丞。紹興五年（1135年），充襄陽府路置司參度官。六年（1136年），擢荊湖北路轉運判官。紹興七年(1137年)，與王貴奉旨前往廬山東林寺敦請岳飛复职，岳飛最初不肯，李若虛不得不嚴厲責備岳飛：“是欲反耶？此非美事！若堅執不從，朝廷豈不疑宣撫。且宣撫乃河北一農夫耳！受天子之委任，付以兵柄，宣撫謂可與朝廷相抗乎？”岳飛終於接旨，前往建康。拜若虛為太尉，升湖北京西宣撫使兼營田大使。紹興八年（1138年），為軍器監丞。绍兴十年（1140年）高宗派李若虚赴前線，于德安府见岳飞，谕旨班师回朝，岳飞不从，李若虚自愿承担矫诏之罪，支持岳飞进军。十一年（1141年），知宣州，為岳飛幕客。紹興十二年（1142年），因議時政罷職，勒停官職，徽州羈管。死于贬所。詩作見清光緒《湖南通志》。